# 鳴洞站
鳴洞站（：／ Myeongdong yeok */?）曾为韩国铁路庆北线上的一个车站，位于庆尚北道安东市，目前已废止。

## 历史
- 1931年10月16日，落成使用[1]。
- 1944年10月1日，停止使用[2]。